# ACF Conegliano
ACF Conegliano – włoski klub piłki nożnej kobiet, mający siedzibę w mieście Conegliano, na północy kraju.

## Historia
Chronologia nazw:
- 19??: A.C.F. Mobilgam Conegliano
- 1975: A.C.F. Conegliano De Nardi Serrande
- 1976: A.C.F. B.P. Lampadari Conegliano
- 1978: A.C.F. Conegliano

Klub piłkarski A.C.F. Conegliano został założony w mieście Conegliano. W 1974 zespół A.C.F. Mobilgam Conegliano startował w Serie Interregionale. W 1975 zmienił nazwę na A.C.F. Conegliano De Nardi Serrande, a w 1976 A.C.F. B.P. Lampadari Conegliano. W 1977 zajął drugie miejsce w grupie C, ale tak jak mistrz Włoch 1977 Diadora Valdobbiadene wycofał się z rozgrywek Serie A w 1978, kiedy kalendarz już był ułożony i A.C.F. Conegliano zastąpił go Serie A. Debiut w Serie A był udanym, klub osiągnął pierwszy swój sukces, zdobywając Puchar kraju i brązowe medale mistrzostw. W 1979 znów zdobył Puchar kraju, a w lidze zakończył rozgrywki na drugiej pozycji.
W 1980 A.C.F. Conegliano odmówił powołania nowego prezesa czego wymagała Federacja, ponieważ ówczesny prezes Walter Lucarelli, uległ zawieszeniu do 10 października 1981, i nie był uprawniony do reprezentowania klubu i wpłaty wpisowego. Dlatego klub został rozwiązany.

## Stadion
Klub rozgrywa swoje mecze domowe na stadionie Narciso Soldan w Conegliano, który może pomieścić 1500 widzów.

## Sukcesy

### Trofea międzynarodowe
Nie uczestniczył w rozgrywkach europejskich (stan na 01-01-2017).

### Trofea krajowe
- Serie A (I poziom):
  - wicemistrz (1): 1979
  - 3.miejsce (1): 1978
- Serie Interregionale (II poziom):
  - wicemistrz (1): 1977 (grupa C)
- Puchar Włoch:
  - zdobywca (2): 1978, 1979